# Сильверман, Кен
Кен Сильверман (англ. Ken Silverman; 1 ноября 1975 года, Йорктаун, Нью-Йорк, США) — американский программист, разработчик компьютерных игр, наиболее известный как основной разработчик игрового движка Build engine, который использовался в таких играх, как Duke Nukem 3D, Shadow Warrior, Blood и более чем в десятке других игр, вышедших в середине и конце 90-х годов. В своё время многими игровыми журналистами и разработчиками компьютерных игр Сильверман расценивался как основной соперник Джона Кармака (Кармак в то время работал над конкурентными игровыми движками Doom engine и Quake engine).

## Проекты

### Ken’s Labyrinth
Ken’s Labyrinth — компьютерная игра в жанре шутера от первого лица, программная часть которой полностью была выполнена Кеном Сильверманом. Эта игра была выпущена в 1993 году как shareware, издателем была компания Epic Megagames. Через некоторое время Сильверман выложил исходные коды игры на своём сайте.

### Build engine
Build engine — игровой движок, разработанный Кеном Сильверманом специально для компании 3D Realms. Сильверман начал разработку движка, когда учился на первом семестре Брауновского университета. Этот движок использовался во всех играх 3D Realms второй половины 90-х годов и во многих других играх, среди которых были такие известные игры, как Duke Nukem 3D и Blood. 1 апреля 2003 года исходные коды Duke Nukem 3D и Build engine были опубликованы.

### Voxlap
В 2000 году Сильверман в сотрудничестве с Томом Добровольски (англ. Tom Dobrowolski) начал работу над Voxlap — графическим движком, использующим воксели. Позже была опубликована технологическая демонстрация. В 2003 году разработка была остановлена, а в 2005 году был открыт исходный код движка с лицензией, позволяющей создание некоммерческих проектов на его основе (коммерческих — с отдельного разрешения автора). В 2008 году команда «Voxelstein Team» выпустила первую финальную версию игры Voxelstein 3D, которая целиком построена на Voxlap.

### PNGOUT
PNGOUT — оптимизатор PNG-изображений, разработанный Сильверманом. В 2006 году платная оболочка под названием PNGOUTWin была выпущена компанией Ardfry Imaging, небольшой компанией, основанной в 2005 году, сооснователем которой был сам Сильверман.

### KZIP
KZIP — файловый архиватор формата ZIP.